# Dioscorea herzogii
Dioscorea herzogii är en enhjärtbladig växtart som beskrevs av Reinhard Gustav Paul Knuth. Dioscorea herzogii ingår i släktet Dioscorea och familjen Dioscoreaceae. Inga underarter finns listade i Catalogue of Life.